# Калужское княжество
Калужское княжество — русское удельное княжество XVI века с центром в городе Калуга, существовавшее в 1505-1518 годы во главе с князем Симеоном (Семёном) Ивановичем. В 1505 году после смерти своего отца, великого князя московского Ивана III Васильевича, Семён получил в удельное владение города Калугу (стала его резиденцией), Бежецкий Верх и Козельск. После смерти князя калужского Симеона Ивановича Калужское княжество было объявлено выморочным и включено старшим братом Симеона великим князем Московским Василием III в состав Московского княжества.
В состав княжества входили: «… Да благословляю сына своего Симеона, даю ему Бежытцкой Верх с волостями, и с путями, Калугу с волостями, да Козельск с волостями, да волости Козельские: Серенеск, да Людимеск, да Коробки, и Вырки, на Вырке на реке волости Сениша, да Сытичи, да Выино, и с иными месты, да Липицы, да Вздыбанов, да Верх-Серена, да Луган, да Местилово, да Кцын, да Хвостовичи, да Порыски, да Борятин, да Орень, да Хостьци, да Жеремин, да Сныхово, да Ивановское Бабина село Незнаново, и с иными месты, со всем с тем, что к тем волостем и селом потягло …».

## Князья
- Семён Иванович (1505-1518)